# Rimbach (Rottal-Inn járás)
Rimbach település Németországban, azon belül Bajorországban. Lakosainak száma 940 fő (2023. december 31.). Rimbach Falkenberg, Unterdietfurt, Gangkofen, Reisbach és Massing községekkel határos.

## Népesség
A település népessége az elmúlt években az alábbi módon változott:
| Lakosok száma | 646  | 939  | 682  | 837  | 876  | 885  | 910  | 917  | 939  | 940  |
|               | 1875 | 1950 | 1975 | 1987 | 2012 | 2014 | 2016 | 2017 | 2021 | 2023 |